# قائمة الأحزاب السياسية في المغرب
تتنوع التشكيلات السياسية في المغرب وتتوزع الخريطة إلى ألوان وأحزاب بعضها قديم عاصَر استقلال البلاد وبعضها جديد تولد عن تطورات سياسية أو أفرزته عوامل اجتماعية أو انشقاقات حزبية.
معظم الأحزاب السياسية هي أحزاب علمانية. يمنع قانون الأحزاب السياسية تأسيس الأحزاب على أسس دينية أو لغوية أو عرقية أو جهوية. تطبيق القانون لا زال يواجه صعوبة تطبيقه على الإسلاميين بسبب الدستور الذي ينص على أن الإسلام هو الدين الرسمي للدولة.

## معلومات
| الحزب                            | تاريخ التاسيس | معلومات | الرئاسة |
| -------------------------------- | ------------- | --- | --- |
| حزب الاستقلال                    | 1944م         | حزب وطني محافظ من أقدم الأحزاب المغربية، يشكل امتدادا لحركة التحرير، شارك الحزب في حكومات متعاقبة في الستينيات والسبعينيات والثمانينيات، ثم دخل تحالف أحزاب المعارضة إلى جانب الاتحاد الاشتراكي للقوات الشعبية. أصبح في الانتخابات التشريعية التي جرت يوم 14 نونبر 1997 ثاني أكبر حزب سياسي مغربي بحصوله على نسبة 13.2% من الأصوات (أي 32 من مجموع مقاعد مجلس النواب المغربي). دخل الحزب حكومة عبد الرحمن اليوسفي في فبراير 1998، ومنذ ذلك العام أصبح رئيسه عباس الفاسي خلفا لمحمد بوسته مما أعطى الحزب دما شبابيا قد يجدد من هياكله. ترأسه علال الفاسي حتى وفاته عام 1972 ثم ترأسه محمد بوسته حتى 1998 ليشغل عباس الفاسي بعد ذلك منصب رئيس الحزب حتى الانتخابات 2012 التي فاز فيها حميد شباط بمنصب رئيس الحزب الاستقلال. | ترأس الحزب علال الفاسي حتى وفاته عام 1972 ثم خلفه محمد بوستة حتى 1998 ليصبح عباس الفاسي بعد ذلك الأمين العام إلى غاية 23 سبتمبر 2012، عندما انتخب عمدة مدينة فاس حميد شباط أميناً عاماً لحزب الاستقلال، بعد حصوله في تصويت أعضاء المجلس الوطني للحزب على 478 صوت مقابل 458 لمنافسه عبد الواحد الفاسي، منتهيةً بذلك زعامة أسرة آل الفاسي لحزب الاستقلال. |
| حزب الشورى والاستقلال            | 1946م         | حزب الشورى والاستقلال حزب سياسي مغربي أسسه محمد حسن الوزاني سنة 1946 ، انعقد المؤتمر التأسيسي لحزب الشورى والاستقلال، الذي حل محل الحركة القومية وأصبح امتدادا لها، في يوليوز 1946. وقد قاوم الوجود الفرنسي في المغرب مما تسبب في نفي جل اعضاء مكتب الحزب والقاء القبض على الكثير من الباقي منهم على سبيل المثال مولاي عبد القادر بنجعفر ممثل الحزب في مكناس.[بحاجة لمصدر] | عبد الواحد معاش (منذ 1990) |
| الحركة الشعبية                   | 1959م         | الحركة الشعبية (MP) حزب مغربي عريق حصل على الاعتراف القانوني في فبراير 1959، بادر بتأسيسه لحسن اليوسي ومبارك البكاي والتحقَ بهما فيما بعد زعماء في جيش التحرير من عدة مناطق، وفي وقتٍ لاحقٍ جعلوا المحجوبي أحرضان على رأس الحزب، لكونه طبيب شاب قادر على تنشيط الحزب- لمواجهة «هيمنة الحزب الواحد» متمثلاً في احتكار حزب الاستقلال للمشهد السياسي المغربي قبل ذلك. | محجوبي أحرضان |
| حزب التقدم والاشتراكية           | 1974م         | حزب التقدم والاشتراكية (PPS) هو حزب يساري مغربي تخلى عن النهج الشيوعي منذ عام 1995، ويصنف ضمن اليسار الديمقراطي، ويقول إن هويته تنبني على قيم العدالة الاجتماعية والتقدم والحداثة. اعترف به حكومياً يوم 23 غشت 1974، وكان بين 1969 و1974 يسمى حزب التحرر والاشتراكية قبل ترخيصه، وهو وريث الحزب الشيوعي المغربي (الذي أسس عام 1943). | الأمين العام: محمد نبيل بنعبد الله |
| حزب العمل                        | 1974م         | حزب العمل هو حزب سياسي مغربي، تأسس عام 1974 على يد عبد الرحمن عبد الله الصنهاجي، وظل هذا الأخير رئيسه حتى وفاته عام 1986. شارك حزب العمل في جميع الاستحقاقات الانتخابية المغربية، وقد عرف خلافات داخلية من بينها محاولة إبعاد رئيسه الحالي محمد الإدريسي عام 1996. ومنذ مؤتمره الثالث المنعقد بتاريخ 18 يناير 1998 والإدريسي رئيس للحزب. | محمد الإدريسي |
| الاتحاد الاشتراكي للقوات الشعبية | 1975م         | الاتحاد الاشتراكي للقوات الشعبية (USFP) حزب مغربي وطني تقدمي ذو إيديولوجية اشتراكية ديمقراطية. تعرض لسنوات عديدة للقمع المخزني إلى حين تشكيل حكومة التناوب بين الحزب والقصر والذي صوت بموجبه الحزب بالتأييد لدستور 1996. | إدريس لشكر |
| التجمع الوطني للأحرار            | 1978م         | التجمع الوطني للأحرار (RNI) هو حزب مغربي، أسسه أحمد عصمان رئيس وزراء سابق وصهر الملك الحسن الثاني في أكتوبر 1978، ليبرالي من «يمين الوسط» موال للقصر. وينعت بأنه حزب «نخبة» (البرجوازية الصناعية والتجارية) لأن جل كوادره أعيان محليين أو رجال أعمال أو كوادر إدارية. يقول قياديوه أن برنامجه السياسي يرتكز على «الديمقراطية الاجتماعية». | الرئيس: صلاح الدين مزوار |
| الحزب الوطني الديمقراطي          | 1981م         | الحزب الوطني الديمقراطي المغربي (PND) هو حزب سياسي مغربي، تأسس في يوليوز 1981 بزعامة محمد أرسلان الجديدي في انشقاق عرفه التجمع الوطني للأحرار. وقد اعتمد عليه القصر أثناء توليه رئاسة الحكومة لسنتين بدءا من نوفمبر/تشرين الثاني 1981. حصل على عشرة من مقاعد مجلس النواب في انتخابات 14 نونبر 1997. ومنذ وفاة أرسلان الجديدي أصبح عبد الله القادري على رأس الحزب ونائبه أطلسي حدو. | عبد الله القادري |
| الاتحاد الدستوري                 | 1983م         | الاتحاد الدستوري (UC) هو حزب مغربي ليبرالي أسسه رئيس الوزراء السابق المعطي بوعبيد بإيعاز من القصر سنة 1983 أثناء التحضير لانتخابات 1984، وقد ترأسه بعد ذلك جلال السعيد، ثم عبد اللطيف السملالي وأصبحت رئاسته دورية ويرأسه منذ 2001 محمد أبيض، وهو في المعارضة منذ 1998. | محمد أبيض |
| حزب الطليعة الديمقراطي الاشتراكي | 1992م         | حزب الطليعة الديمقراطي الاشتراكي هو حزب سياسي يساري مغربي، تأسس عام 1991. يمثل الحزب المعارضة الراديكالية للنظام، وأمينه عبد الرحمان بن عمرو المنتخب عن آخر مؤتمر وطني لحزب الطليعة الديمقراطي الاشتراكي بالعاصمة الرباط أواخر شهر مارس لسنة 2012.[بحاجة لمصدر] | عبد الرحمان بن عمرو |
| الحركة الديمقراطية الاجتماعية    | 1996م         | الحركة الديمقراطية الاجتماعية حزب يميني مغربي، أسس في ربيع 1997 برئاسة محمود عرشان في انشقاق عن الحركة الوطنية الشعبية برئاسة المحجوبي أحرضان، وحصل على 32 مقعدا في الانتخابات البرلمانية ل 14 نونبر 1997. | |
| حزب العدالة والتنمية             | 1996م         | تأسس حزب العدالة والتنمية سنة 1997 وذلك بعد انشقاق داخل الحركة الشعبية قاده زعيم الحزب آنذاك ورئيس البرلمان المغربي الدكتور عبد الكريم الخطيب يوم امتنع عن موافقة ملك البلاد لإعلانه حالة الاستثناء وهو الأمر الذي لم يرق للقصر فقام بالتضييق على الخطيب وبالتالي حصول الانشقاق وبعدها سيعرف الحزب مسارا مسدودا بحيث مورست حوله مجموعة من العراقيل دفعته للانسحاب من الساحة السياسية. يُعرِّف حزب العدالة والتنمية المغربي نفسه بأنه: «حزب سياسي وطني يسعى، انطلاقا من المرجعية الإسلامية وفي إطار الملكية الدستورية القائمة على إمارة المؤمنين، إلى الإسهام في بناء مغرب حديث وديمقراطي، ومزدهر ومتكافل. مغرب معتز بأصالته التاريخية ومسهم إيجابيا في مسيرة الحضارة الإنسانية». يعد حزب العدالة والتنمية من الأحزاب الأكثر انفتاحا على الحداثة «الإيجابية»، ذو ديمقراطية داخلية فعلية، حظي في الاستحقاقات الأخيرة بالإجماع عليه من طرف الناخبين، انطلاقاً من رسالته لا من أسماء عائلات المرشحين، مستمدا بذلك توجهه من برنامج تفاعلي مع وفي خدمة الناخبين والشعب المغربي عموما. تحت قيادة الأمين العام عبد الإله بن كيران، يقود حزب العدالة والتنمية نموذجا فريدا من نوعه في شمال إفريقيا و العالم العربي يمثل الإســلام السياسي الذي يسعى لإصلاح المجتمع وتطوير البنى التحتية المجتمعية، الإقتصادية والثقافية بعيدا عن النزاعات الإيديولوجية الفرعية. | عبد الإله بن كيران |
| جبهة القوى الديمقراطية           | 1997م         | جبهة القوى الديمقراطية حزب سياسي مغربي ويصف نفسه بأنه ديمقراطي تقدمي ينتمي ل اليسار الحداثي، ويعمل من أجل بناء مجتمع أكثر عدالة. عقدت جبهة القوى الديمقراطية مؤتمرها التأسيسي في 27 يوليوز 1997 في الرباط. الكاتب الوطني لجبهة القوى الديمقراطية هو التهامي الخياري. \|\| | |
| حزب الإصلاح والتنمية             | 2001م         | | |
| الحزب المغربي الليبرالي          | 2002م         | الحزب المغربي الليبرالي حزب ذو توجه ليبرالي يعتبر الفرد الرأسمال الأول للمجتمع وكل استثمار بدونه لا يمكن تحققه، والحزب كذلك ينطلق من مبدأ "منع المنع" وأحقية الحرية لكل الأفراد ينظمها القانون، وليس الأهواء والأمزجة الشخصية للحاكمين ورجال السلطة، والحزب فتي تأسس في مارس2002 على يد السيد محمد زيان, ويعتمد الحزب خطاب جديد لا يتناسب وخطاب الأحزاب التقليدية التي تعتمد على المعارضة لمجرد المعارضة دون طرح بديل، أما الحزب يطرح بخطابه الجديد إعادة لاعتبار الفرد وإرجاع ثقة الفرد في احزاب سياسية تتجاوز المصالح الضيقة الشخصية إلى مصالح أعمق وأسمى ألا وهي المصلحة الوطنية التي تنطلق من حق الجميع في الثروة الوطنية ومن مبدأ مساواة المواطنين، وتكافؤ الفرص أمام الجميع. و الحزب يراهن على قدرة الشباب المغاربة على الإبداع والخلق ويؤمن أن عزوف الشباب عن الانخراط في العمل السياسي هو ناتج عن نقص في مصداقية الأحزاب لا جهل الشباب بالسياسة. \|\| | |
| حزب العهد                        | 2002م         | حزب العهد هو حزب سياسي سابق في المملكة المغربية تأسس في مارس 2002. ابتدأ الحزب مشواره بالمشاركة في الانتخابات التشريعية المغربية، 27 سبتمبر 2002 ، حيث فاز الحزب ب 5 مقاعد من أصل 325 مقعدا. في الانتخابات البرلمانية 2007، التي جرت في 7 سبتمبر 2007، فاز الحزب مع الحزب الوطني الديمقراطي ب 14 من أصل 325 مقعدا. في عام 2008 اندمج حزب العهد في حزب الأصالة و المعاصرة.[بحاجة لمصدر] \|\| | |
| حزب التجديد والإنصاف             | 2002م         | حزب الشعب هو حزب سياسي مغربي، كان اسمه حتى يونيو 2011 هو حزب التجديد والإنصاف. تأسس الحزب يوم 12 مايو 2002 بالرباط و شارك في كل الإستحقاقات الانتخابية (شتنبر 2002، شتنبر 2007، نوفمبر 2011). | |
| حزب البيئة والتنمية              | 2002م         | حزب البيئة والتنمية هو حزب سياسي مغربي، ذو مرجعية بيئية ديمقراطية. تأسس حزب البيئة والتنمية يوم 27 أبريل 2002 و شارك في كل من الانتخابات البرلمانية 2002 ، 2007 و2011. | |
| حزب الأصالة والمعاصرة            | 2008م         | شكل فؤاد عالي الهمة، الذي سبق أن شغل منصب الوزير المنتدب في وزارة الداخلية، في بداية الأمر «حركة كل الديمقراطيين» التي لم تلبث أن تحولت إلى حزب الأصالة والمعاصرة. تم الإعلان عن تأسيس التشكيلة الجديدة عبر بلاغ أصدره الحزب وتداولته وكالات الأنباء الدولية ونشرته صحيفة الصحراء اليومية المقربة من الحكومة يوم 9 غشت 2008. توفر حزب الأصالة والمعاصرة على 45 نائبا في مجلس النواب، وكان يشكل رفقة حزب التجمع الوطني للأحرار أكبر فريق في مجلس النواب بـ80 عضوا من أصل 325. بسحب دعمه للأغلبية الحكومية الحالية قبل ساعات من انطلاق الحملة الانتخابات الجماعية المغربية 2009، التي حقق فيها انتصارا كبيراً. \|\| | |

## الإنتخابات التشريعية 2011
|                              | الحزب                                 | مجموع المقاعد | مقاعد % | تغير المقاعد | المقاعد الانتخابية | مقاعد اللائحة | عدد الأصوات | عدد الأصوات % |
|                              | حزب العدالة والتنمية (PJD)            | 107           | 27.1    | 61           | 83                 | 24            | X           | X             |
|                              | حزب الاستقلال (PI)                    | 60            | 15.2    | 8            | 47                 | 13            | X           | X             |
|                              | التجمع الوطني للأحرار (RNI)           | 52            | 13.2    | 13           | 40                 | 12            | X           | X             |
|                              | حزب الأصالة والمعاصرة                 | 47            | 11.9    | 47           | 35                 | 12            | X           | X             |
|                              | الاتحاد الاشتراكي للقوات الشعبية      | 39            | 9.9     | 1            | 30                 | 9             | X           | X             |
|                              | الحركة الشعبية (MP)                   | 32            | 8.1     | ▼ 9          | 24                 | 8             | X           | X             |
|                              | الاتحاد الدستوري                      | 23            | 5.8     | ▼ 4          | 17                 | 6             | X           | X             |
|                              | حزب التقدم والاشتراكية (PPS)          | 18            | 4.6     | 1            | 12                 | 6             | X           | X             |
|                              | الحزب العمالي                         | 4             | 1       | ▼ 1          | 4                  | 0             | X           | X             |
|                              | حزب التجديد والإنصاف                  | 2             | 0.5     | ▼ 2          | 2                  | 0             | X           | X             |
|                              | الحركة الديمقراطية الاجتماعية (MDS)   | 2             | 0.5     | ▼ 7          | 2                  | 0             | X           | X             |
|                              | حزب البيئة والتنمية المستدامة         | 2             | 0.5     | ▼ 3          | 2                  | 0             | X           | X             |
|                              | حزب العهد الديمقراطي (SD)             | 2             | 0.5     | 2            | 2                  | 0             | X           | X             |
|                              | جبهة القوى الديمقراطية                | 1             | 0.3     | ▼ 8          | 1                  | 0             | X           | X             |
|                              | حزب العمل (PA)                        | 1             | 0.3     | 1            | 1                  | 0             | X           | X             |
|                              | حزب الوحدة والديموقراطية (PUD)        | 1             | 0.3     | 1            | 1                  | 0             | X           | X             |
|                              | حزب الحرية والعدالة الاجتماعية (PLJS) | 1             | 0.3     | 1            | 1                  | 0             | X           | X             |
|                              | حزب اليسار الأخضر                     | 1             | 0.3     | 1            | 1                  | 0             | X           | X             |
|                              | الحزب الاشتراكي (PS)                  | 0             | 0       | ▼ 2          | 0                  | 0             | X           | X             |
|                              | الاتحاد المغربي الديمقراطي (UMD)      | 0             | 0       | ▼ 2          | 0                  | 0             | X           | X             |
|                              | حزب القوات المواطنة (PFC)             | 0             | 0       | ▼ 1          | 0                  | 0             | X           | X             |
|                              | حزب النهضة و الفضيلة (PRV)            | 0             | 0       | ▼ 1          | 0                  | 0             | X           | X             |
|                              | حزب المؤتمر الوطني الاتحادي (PCNI)    | 0             | 0       | ▼ 6          | 0                  | 0             | X           | X             |
|                              | الحزب المغربي الليبرالي (PLM)         | 0             | 0       |              | 0                  | 0             | X           | X             |
|                              | حزب الوسط الاجتماعي (PCS)             | 0             | 0       |              | 0                  | 0             | X           | X             |
|                              | حزب الإصلاح والتنمية (PRD)            | 0             | 0       |              | 0                  | 0             | X           | X             |
|                              | الحزب الوطني الديمقراطي (PND)         | 0             | 0       |              | 0                  | 0             | X           | X             |
|                              | حزب الأمل (PE)                        | 0             | 0       |              | 0                  | 0             | X           | X             |
|                              | حزب المجتمع الديمقراطي (PSD)          | 0             | 0       |              | 0                  | 0             | X           | X             |
|                              | حزب الشورى والاستقلال (PDI)           | 0             | 0       |              | 0                  | 0             | X           | X             |
|                              | لا منتمون                             | 0             | 0       | ▼ 5          | 0                  | 0             | X           | X             |
|                              | المجموع (نسبة الإقبال 45.4%)          | 395           | 100%    | 70           | 305                | 90            | X           | X             |
| 1. المصدر: الحكومة المغربية. |                                       |               |         |              |                    |               |             |               |

نتائج البرلمان المغربي مجمعة حسب التحالف السابقة
| التحالف                    | مقاعد منتخبة | مقاعد الائحة | مجموع المقاعد | مقاعد % | تغير المقاعد | أصوات | أصوات % |
| التحالف من أجل الديمقراطية | 121          | 38           | 159           | 40.3    | 44           |       |         |
| الكتلة الديموقراطية        | 89           | 28           | 117           | 29.6    | 10           |       |         |
| حزب العدالة والتنمية       | 83           | 24           | 107           | 27.1    | 61           |       |         |

## الإنتخابات الجهوية والجماعية بالمغرب 2015

### الأحزاب المشاركة
| الحزب                            | عدد المرشحين للجماعات | نسبة تغطية المقاعد % | عدد المرشحين للجهات | نسبة الترشيح % |
| -------------------------------- | --------------------- | -------------------- | ------------------- | -------------- |
| حزب الأصالة والمعاصرة            | 18227                 | 13.92                | 673                 | 99.26          |
| حزب الاستقلال                    | 17214                 | 13.15                | 678                 | 100            |
| حزب العدالة والتنمية             | 16310                 | 12.46                | 678                 | 100            |
| التجمع الوطني للأحرار            | 14617                 | 11.16                | 667                 | 98.53          |
| الاتحاد الاشتراكي للقوات الشعبية | 11685                 | 8.92                 | 637                 | 93.95          |
| الحركة الشعبية                   | 10767                 | 8.22                 | 577                 | 85.10          |
| حزب التقدم والاشتراكية           | 9675                  | 7.39                 | 638                 | 94.10          |
| الاتحاد الدستوري                 | 7923                  | 6.05                 | 522                 | 76.99          |
| فيدرالية اليسار الديمقراطي       | 3970                  | 3.03                 | 348                 | 51.33          |
| جبهة القوى الديمقراطية           | 3426                  | 2.62                 | 357                 | 52.65          |
| لا منتمون والأحزاب الأخرى        | 15879                 | 13.08                | 1789                | 23.58          |

### نتائج الأحزاب على الصعيد الجماعي
| الحزب                                   | مجموع المقاعد | مقاعد % | أصوات | أصوات % | تغيير المقاعد % |
| حزب الأصالة والمعاصرة                   | 6655          | 21.12   | -     | -       | 640             |
| حزب الاستقلال                           | 5106          | 16.22   | -     | -       | ▼ 186           |
| حزب العدالة والتنمية                    | 5021          | 15.94   | -     | -       | 3469            |
| التجمع الوطني للأحرار                   | 4408          | 13.99   | -     | -       | 296             |
| الحركة الشعبية                          | 3007          | 9.54    | -     | -       | 1240            |
| حزب الاتحاد الاشتراكي للقوات الشعبية    | 2656          | 8.48    | -     | -       | 122             |
| حزب التقدم والاشتراكية                  | 1766          | 5.61    | -     | -       | 816             |
| الاتحاد الدستوري                        | 1489          | 4.73    | -     | -       | 468             |
| تحالف أحزاب فيدرالية اليسار الديمقراطي  | 333           | 1.06    | -     | -       | -               |
| الحركة الديمقراطية والاجتماعية (المغرب) | 297           | 0.94    | -     | -       | 60              |
| جبهة القوى الديمقراطية                  | 193           | 0.61    | -     | -       | ▼ 358           |
| حزب العهد الديمقراطي                    | 142           | 0.45    | -     | -       | ▼ 138           |

### نتائج الانتخابات الجهوية

أنفو جرافيك يوضح أطلس توزيع الأحزاب المتصدرة على مستوى جهات المغرب

| الحزب                                  | مجموع المقاعد | مقاعد % | أصوات | أصوات % |
| حزب العدالة والتنمية                   | 174           | 25.67   | -     |         |
| حزب الأصالة والمعاصرة                  | 132           | 19.47   | -     |         |
| حزب الاستقلال                          | 119           | 17.55   | -     |         |
| التجمع الوطني للأحرار                  | 90            | 13.28   | -     |         |
| الحركة الشعبية                         | 58            | 8.55    | -     |         |
| حزب الاتحاد الاشتراكي للقوات الشعبية   | 48            | 7.08    | -     |         |
| الاتحاد الدستوري                       | 27            | 3.98    | -     |         |
| حزب التقدم والاشتراكية                 | 23            | 3.39    | -     |         |
| حزب العهد الديمقراطي                   | 2             | 0.29    | -     |         |
| حزب الحركة الديمقراطية الاجتماعية      | 2             | 0.28    | -     |         |
| حزب الإصلاح والتنمية                   | 2             | 0.27    | -     |         |
| تحالف أحزاب فيدرالية اليسار الديمقراطي | 1             | 0.15    | -     |         |